# Winthrop (Minnesota)
Winthrop ist eine Stadt im Sibley County in Minnesota in den Vereinigten Staaten. Das U.S. Census Bureau hat bei der Volkszählung 2020 eine Einwohnerzahl von 1.332 ermittelt.

## Geographie
Nach den Angaben des United States Census Bureaus hat die Stadt eine Fläche von 2,7 km², die vollständig auf Land entfallen. Der South Branch Rush River hat seinen Ursprung in der Nähe Winthrops.
Zwei der Hauptstraßen durch die Stadt sind Minnesota State Route 15 und 19.

## Demographie
Zum Zeitpunkt des United States Census 2000 bewohnten Winthrop 1367 Personen. Die Bevölkerungsdichte betrug 502,7 Personen pro km². Es gab 632 Wohneinheiten, durchschnittlich 232,4 pro km². Die Bevölkerung Winthrops bestand zu 93,71 % aus Weißen, 0,07 % Schwarzen oder African American, 0,29 % Native American, 0,15 % Asian, 4,54 % gaben an, anderen Rassen anzugehören und 1,24 % nannten zwei oder mehr Rassen. 6,95 % der Bevölkerung erklärten, Hispanos oder Latinos jeglicher Rasse zu sein.
Die Bewohner Winthrops verteilten sich auf 591 Haushalte, von denen in 26,1 % Kinder unter 18 Jahren lebten. 48,7 % der Haushalte stellten Verheiratete, 6,8 % hatten einen weiblichen Haushaltsvorstand ohne Ehemann und 41,3 % bildeten keine Familien. 38,7 % der Haushalte bestanden aus Einzelpersonen und in 21,5 % aller Haushalte lebte jemand im Alter von 65 Jahren oder mehr alleine. Die durchschnittliche Haushaltsgröße betrug 2,22 und die durchschnittliche Familiengröße 2,96 Personen.
Die Stadtbevölkerung verteilte sich auf 23,7 % Minderjährige, 6,1 % 18–24-Jährige, 23,3 % 25–44-Jährige, 21,2 % 45–64-Jährige und 25,6 % im Alter von 65 Jahren oder mehr. Das Durchschnittsalter betrug 43 Jahre. Auf jeweils 100 Frauen entfielen 88,3 Männer. Bei den über 18-Jährigen entfielen auf 100 Frauen 83,6 Männer.
Das mittlere Haushaltseinkommen in Winthrop betrug 34.813 US-Dollar und das mittlere Familieneinkommen erreichte die Höhe von 47.159 US-Dollar. Das Durchschnittseinkommen der Männer betrug 31.149 US-Dollar, gegenüber 20.573 US-Dollar bei den Frauen. Das Pro-Kopf-Einkommen in Winthrop war 18.188 US-Dollar. 6,1 % der Bevölkerung und 3,5 % der Familien hatten ein Einkommen unterhalb der Armutsgrenze, davon waren 5,7 % der Minderjährigen und 8,2 % der Altersgruppe 65 Jahre und mehr betroffen.